# 波日高伊·伊姆雷
波日高伊·伊姆雷（匈牙利語：Pozsgay Imre，1933年11月26日—2016年3月25日），匈牙利共产党政治家，1976年至1980年担任匈牙利文化部部长，1980年至1982年担任教育部长，1988年至1990年担任国务部长，他在1988年匈牙利民主化过程中扮演了重要角色。